# Amurriter
Die Amurriter oder Amoriter (sumerische Landesbezeichnung: KUR MAR.TUKI; akkadisch: Amurrum) waren ein antikes Volk semitischer Sprache aus Vorderasien. Sie sind vor allem im Gebiet des mittleren Euphrat nachweisbar. Bevor sie sich am Euphrat niederließen, waren sie Kleinviehnomaden.

## Etymologie
Der sumerische Name Martu leitet sich von der Redewendung tum-mar-tu ab, was sinngemäß Söhne des Windes bedeutet und sich auf die Herkunft bezieht. Allgemein wehte der Wind zumeist aus Westen und Süden, weshalb sie auch als Söhne des Westens/Südwestens/Südens galten. Im übertragenen Sinn bezog sich die Benennung auf das Einwanderungsgebiet der Nomaden. Die Ausdrücke sind historisch zu verstehen, ohne dass deshalb immer derselbe Stamm gemeint war. Die Benennung stellte somit eine allgemeine Bezeichnung für semitische Stammesgruppen an der südlichen und westlichen Grenze Mesopotamiens dar.

## Geschichte

### Die Anfänge
Erstmalige Erwähnung finden die Amurriter bei Kämpfen unter dem akkadischen König Naram-Sin um 2.240 v. Chr., der sie im nordsyrischen Raum bekämpfte und versuchte, sie in das Reich von Akkad einzugliedern. Offensichtlich gelang diese Eingliederung nicht, da Naram-Sins Nachfolger Šar-kali-šarri weitere kriegerische Auseinandersetzungen mit ihnen hatte und sie in einer Schlacht im Gebirge Basar schlug. Zu dieser Zeit waren die Amurriter noch Nomaden, die in keinem festgelegten Gebiet wohnten. Ihr vermehrtes Eindringen und die gleichzeitigen Auseinandersetzungen mit den Gutäern beschleunigten den Untergang des Akkadischen Reichs, das schon zuvor an Stabilität verloren hatte. In sumerischen Erwähnungen der 3. Dynastie von Ur werden sie als unzivilisierte Krieger beschrieben:

„Im Umkreis von Sumer und Akkad erhoben sich fürwahr die Martubeduinen, die, die keine Gerste kennen, doch war fürwahr die Mauer von Uruk wie ein Vogelnetz über die Steppe gespannt.“

### Erste Dynastiegründungen
Im weiteren Verlauf drangen die Amurriter immer weiter nach Mesopotamien vor und mischten sich vielerorts in politische Streitigkeiten der jeweiligen Stadtstaaten ein. Dies geschah zunächst durch diverse Raubzüge durch die Regionen, um sich dann mit den jeweiligen Herrschern friedlich zu arrangieren. Später stiegen sie selbst zu Herrschern in vielen Landesteilen auf.
Sie sind für mehrere dynastische Neugründungen verantwortlich, zum Beispiel in Aleppo, Qatna, Mari, Babylon, Assur und die älteste Dynastie von Larsa unter Gungunum ab 1932 v. Chr.
Das Palastarchiv von Mari nennt etwa 6.000 männliche und weibliche amurritische Namen. Es gibt zwar mehrere amurritische Lehnwörter, aber Schriftsprache wurde das Amurritische nie.
Die Namen der Mari-Herrscher Jaḫdun-Lim, Sumu-jamam und Zimri-Lim im 19. Jahrhundert v. Chr. zeigen eindeutig die amurritische Herkunft. Obwohl sie sich mit der sumerisch-akkadischen Tradition verbunden fühlten, wurden über Generationen hinweg die ursprünglichen Namen bzw. Namensanhänge benutzt.

### Späterer Verlauf
Bekanntester Amurriter ist der Herrscher von Babylon, Hammurapi, der um 1770 v. Chr. Mari eroberte und einen amurritischen Herrscher einsetzte. Die Gesetzessammlung der Amurriter (Auge um Auge, Zahn um Zahn) ist eine Kulturleistung, die ihren Widerhall in der Bibel erfährt: Auge für Auge, Zahn für Zahn.
Spätestens ab dem frühen 14. vorchristlichen Jahrhundert bildeten die Amurriter in der nördlichen Levante einen Kleinstaat Amurru, der wechselweise unabhängig, hethitisch, bzw. ägyptisch war.
Ihr Pantheon zeigt Gemeinsamkeiten mit dem der Ugariter, siehe Ugaritische Mythologie.

## Die Amurriter in der Bibel
Die Amurriter heißen im Tanach Amoriter und werden 88-mal erwähnt, 20-mal davon in einer Aufzählung verschiedener Völker Kanaans (z. B. Jos 11,3 ). Sie gelten mit anderen Völkern als vorisraelitische Einwohner Kanaans und Nachfahren der biblischen Person Kanaan, also Hamiten. Während Abram selbst noch einen respektvollen Umgang mit Amoritern pflegte, gehörte deren Land zu dem, welches ihm verheißen wurde. Daher führten seine Nachkommen bei der Landnahme Kämpfe auch gegen die Amoriter (z. B. Num 21,21ff ). Dabei werden sie ungenau lokalisiert, sowohl im Norden (Dtn 3,8f ) als auch im Süden Kanaans (Gen 14,7 ) oder im Gebirge Judas (Jos 10,5ff ), so dass die Amoriter wohl zum Synonym für verschiedene vorisraelitische Stämme geworden waren, an die nur noch dunkle historische Erinnerungen bestanden. Sie galten gleichsam als stereotyper Feind der Vorzeit (z. B. Am 2,9 ) und wurden mit der gesamten vorisraelitischen Bevölkerung gleichgesetzt (z. B. Ri 1,34ff ).